# Euprosthenops bayaonianus
Espèce
Synonymes
- Podophthalma bayaonianus Brito Capello, 1867

Euprosthenops bayaonianus est une espèce d'araignées aranéomorphes de la famille des Pisauridae.

## Distribution
Cette espèce se rencontre au Mozambique, en Afrique du Sud, en Zambie, au Congo-Kinshasa, au Kenya, en Côte d'Ivoire, au Ghana et en Sierra Leone.

## Description
Les mâles mesurent de 19 à 20 mm et les femelles de 26 à 29 mm.

## Systématique et taxinomie
Cette espèce a été décrite sous le protonyme Podophthalma bayaonianus par Brito Capello en 1867. Podophthalma Brito Capello, 1867 étant préoccupé, il est remplacé par Euprosthenops par Pocock en 1897.

## Publication originale
- Brito Capello, 1867 : « Descripçao de algunas especies novas ou pouco conhecidas de Crustaceo e Arachnidios de Portugal e possessoes portuguezas do Ultramar. » Memórias da Academia das Ciências de Lisboa, (N.S.), vol. 4, no 1, p. 1-17.